# クリストファー・ニューポート
クリストファー・ニューポート（英:Christopher Newport、1561年頃 - 1617年）は、イギリスの水夫で私掠船の乗組員である。1607年に、バージニア会社のスーザン・コンスタント号の船長として3隻の船を率い、後にアメリカ合衆国の一部となるバージニア植民地にイギリス人入植者を運んだ。この入植者たちは、インディアンの領土における最初の恒久的なイギリス人入植地、「ジェームズタウン」を設立したことで有名である。
ポウハタンインディアンの土地に「ジェームズタウン」が入植されると、入植地とイングランドとの間を物資を運ぶために数度航海し、1609年には新しい補給船シー・ベンチャー号の船長となったが、ハリケーンに遭ってバミューダ諸島で難破した。このできごとでイギリスはバミューダの恒久的入植を始めた。この群島（バージニア会社の提督でやはりシー・ベンチャー号の難破に遭遇して生き残ったジョージ・サマーズ卿にちなんで、公式には「サマーズ諸島」としても知られる）は、400年を経過しようとする今でもイギリスの海外領土（以前は領有、属領あるいは植民地）である。

## 初期の経歴

17世紀の海賊旗

ニューポートはおよそ20年間、カリブ海近辺でスペインの貨物船を襲う私掠船に乗り組んだ。これらの任務で得られる略奪品は私掠船を仕立てたロンドンの商人と分け合った。長い間一連の私掠船、リトルジョン号、マーガレット号およびゴールデンドラゴン号を指揮した。1592年8月、アゾレス諸島沖でポルトガル船マドレ・デ・ディオス号を捕獲したが、これはこの世紀イギリスでも最大の略奪となった。イングランドの港に戻ったときは500トンにおよぶ香辛料、絹、宝石の原石など宝を運んできた。
1605年、カリブ海での任務の後でイギリスに戻り、外来の動物に魅了されていたジェームズ1世への贈り物として2匹のワニの幼生と1匹のイノシシを届けた。

## ジェームズタウンを建設した遠征
1606年にロンドンのバージニア会社がニューポートを雇ったのはその経験とともに評判を買ったものだった。この会社はジェームズ1世からバージニア植民地に入植地開設と所有権を認められていた。もちろんこれは、地元のインディアンの与り知らないことである。

### 5か月の航海
1606年12月、ニューポートはロンドンからバージニアに向けて出港した。3隻の船スーザン・コンスタント号（サラ・コンスタント号といわれることもある）、ゴッドスピード号およびディスカバリー号（3隻の中では最小）はカナリア諸島を経て、大西洋を異常なくらい長い144日かけて渡り、現在チェサピーク湾としてしられるところの湾口南端で新世界に到着した。

### 最初の上陸
現在のジェームズタウンに向かう前の1607年4月26日、総勢105名の男と少年達が上陸した。ニューポートに率いられた男達の一隊がその地域を探検し、南の岬をジェームズ1世の長男で皇太子のヘンリー・フレデリックに因んでケープヘンリーと名付け、北の岬はヘンリー王子の弟チャールズに因んでケープチャールズと名付けた。この4日間の遠征の間に、現在のアメリカの大地では初めて入植者達が民主的な選挙を行い、陪審員による最初の裁判も行って、ジョン・スミスに反逆罪を宣告した。現在はフォートスオーリーとなっている場所にあるケープヘンリ記念碑の位置近くに十字架を立てた。この場所が後に「最初の上陸」として知られるようになった。そこは現在ファーストランディング州立公園となっている。

### 探検、入植地の探索
陸地が見えてから間もなく、バージニア会社が密封して与えていた命令書が開かれ、それには植民地委員会を統率する一員としてジョン・スミスが指名されていた。
大西洋を渡る航海の間、スミスは甲板のしたに監禁されており、貴族のウィンフィールドによって「反乱を秘匿した」と告発されていた。この告発に対応してスミスはニューポートと共にイギリスへ送り返される予定だった。
到着後、入植者の集団は船でチェサピーク湾に入り現在のハンプトン市にあるオールド・ポイント・コンフォートまで進んだ。それに続く日々で、船隊は命令書に規定される入植地に適した場所を求めてジェームズ川を遡り内陸に入った。ジェームズ川と最初の入植地ジェームズタウン（当初はジェームズシティと呼ばれた）はジェームズ1世に因んで名付けられた。
スミスはニューポート船長と共にポウハタン・フリュ（間もなくジェームズ川と呼ばれるようになった）を遡ってリッチモンドまで探検した時に有能であることを証明したので、ジェームズタウンに到着してから数週間で委員会の指名された席に付くことを許された。

### ジェームズタウンの選定

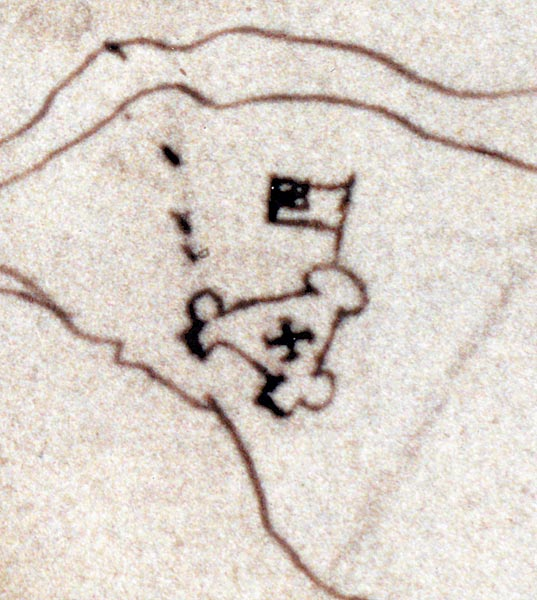
ジェームズタウンのスケッチ。1608年頃

1607年5月14日に到着して、委員会の議長エドワード・マリア・ウィンフィールド船長がジェームズタウン・アイランドを入植地に選定したが、これはバージニア会社が、新世界に植民地を建設しつつある他のヨーロッパ諸国、中でもオランダ、フランスおよび特にスペインの外洋航行が可能な海軍から容易に守ることができる場所を選定するよう入植者達に忠告していたことが大きな理由だった。この島は今日ジェームズ川と呼ばれる川の上下流を見渡すことができ、敵船を避けるためには十分内陸にあった。この土地の近くの川は十分な深さがあって、開拓者がその船を投錨することができ、しかも必要な場合は容易に素早く出発することもできた。この場所のさらなる利点は、一帯を領土とするポウハタン連邦と同盟しているインディアン部族の勢力外だったことだった。

### 厳しい条件
インディアンたちがなぜこの場所を占領していないかはすぐに明らかになり、その住むには適していない条件が入植者達を厳しく苛んだ。ジェームズタウン・アイランドは沼地の多い地形であり、さらにもっと大きな地域で餌をあさることを好む鹿や熊のような獲物を狩ることができる可能性が無かった。入植者達はちっぽけな半島で見つかった大なり小なり全ての獲物を直ぐに狩って殺してしまった。低地の沼沢地は蚊やその他空気伝染の疫病に汚染されており、潮汐の影響を受けるジェームズ川の汽水域水は飲料水とするには適していなかった。
最初の3隻の船でやってきた白人入植者達はジェームズタウンで見出した生活環境に対して十分な準備ができていなかった。彼らは主にイギリスの農夫であり、他にプロイセンで雇われた2，3人のドイツ人とポーランド人の木樵がいた。多くの者は塩水の毒性にあたり、熱病や赤痢に感染した。結果として、初期入植者の大半が病気と飢えで死んだ。
ジェームズタウンの近辺に住人はいなかったが、5月14日に到着して2週間も経たないうちにパスパヘグ族インディアンの襲撃を受け、入植者1人が殺され11人が負傷した。6月15日までに最初の3角形をしたジェームズ砦が完成した。

## ジェームズタウンに向けた第1および第2補給任務
1607年、「ジェームズ川」と名付けた川を遡る最初の探検を率い、ポウハタン族の酋長、パラハントと初めて出会った。ニューポートは当初パラハントが「最高位の酋長」（そんなものは存在しない）であるポウハタン酋長、すなわちワフンスナコックだと誤解した。
ニューポートはインディアンの社会もイギリスと同じく君主制だと思い込み、パラハントやワフンスナコックを部族の「王」か「首長」だと思い込んだ。ニューポートは植民地を拡大するためにインディアンを懐柔しようと考えた。このため、ポウハタン酋長を「最高位にある王」だろうと思い込み、もったいぶったセレモニーを開き、ワフンスナコックに儀礼用の王冠を被らせ、インディアンの友好を得るために多くのヨーロッパからの贈り物を贈呈した。この茶番も、ポウハタン族との友好が小さなジェームズタウン植民地の存続に不可欠であると判断したニューポートの政治的アイディアだったのである。
1607年6月、ジェームズタウンでの最初の砦が完成してから1週間後、ニューポートはスーザン・コンスタント号に黄鉄鉱（愚か者の金）や他の貴重と思われる鉱物を積んでロンドンに帰った。
後には104人の入植者と彼らに使わせる為にちっぽけなディスカバリー号が残された。
ニューポートは続く18か月間の間に2回、イギリスから補給物資を持ってジェームズタウンを訪れた。これらは第1および第2補給任務と呼ばれている。作物を育てインディアンたちとも交易するという初期の意図はあったが、なんとか生き残っている入植者達は補給物資に依存するようになった。
このジェームズタウンへのイギリス人上陸をきっかけに、続々と入植白人の侵略が始まり、白人たちがインディアンの土地を蚕食していったことで、その後37年間ほとんど絶え間のない紛争に繋がっていく。

## 第3補給任務：悲運なシー・ベンチャー号

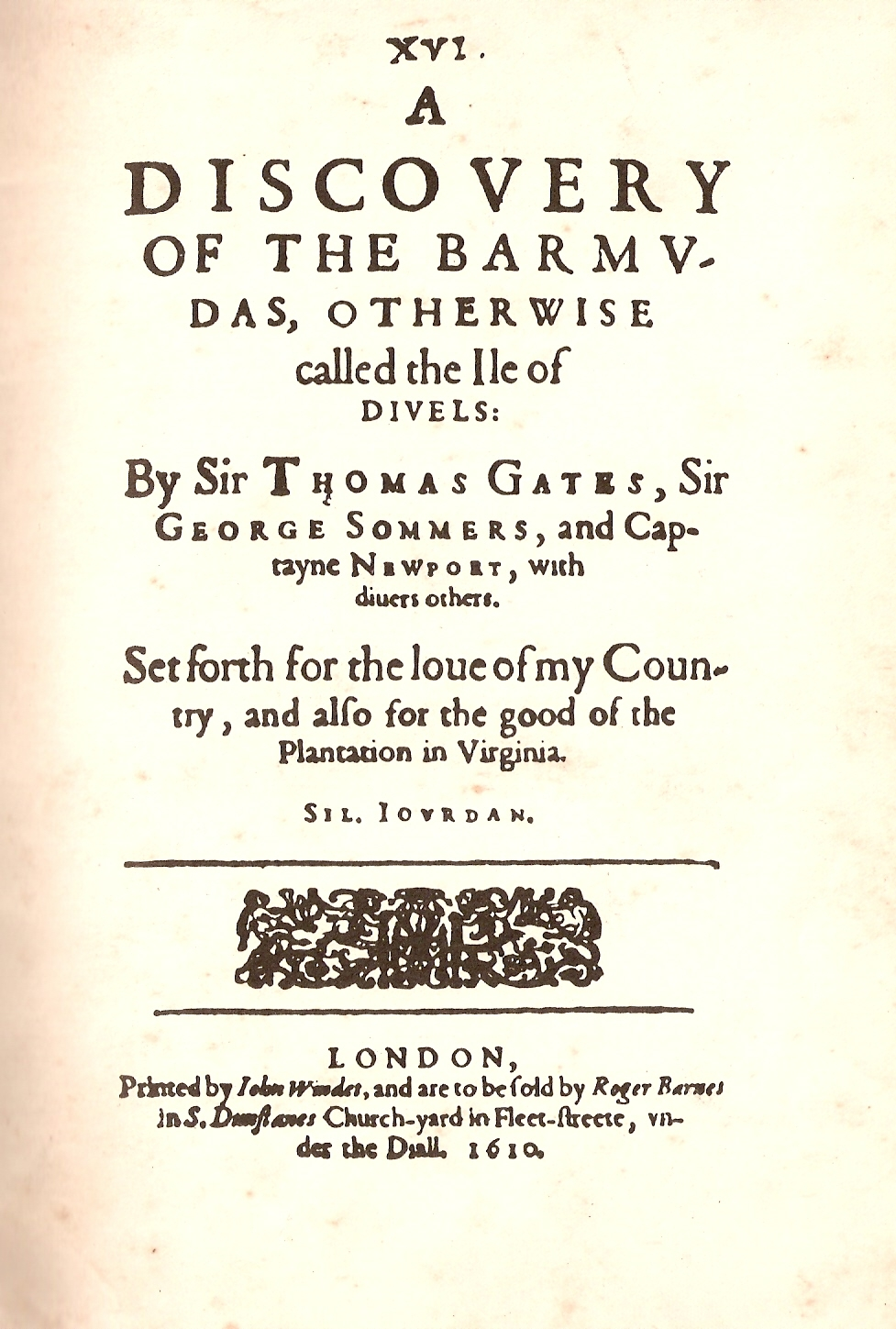
シルベスター・ジョーデインの『バミューダ諸島の発見』

ニューポートはシー・ベンチャー号の船長かつ第3補給任務の「副提督」として1609年に4度目のアメリカ行きを行った。しかし、9隻の船隊は大規模で3日間も続く嵐に見舞われ、バラバラになった。任務の旗艦シー・ベンチャー号は新しかったがコーキング剤が無くなっていたのでざるのように水が漏れた。指揮を執っていたジョージ・サマーズ卿は船の沈没を避けるために慎重に暗礁に乗り上げた。シェイクスピアの劇『テンペスト』にヒントを与えたといわれる出来事で、乗客と乗組員は「なお悩ましいバームージーズ」（バミューダ諸島）に座礁していることが分かった。
シー・ベンチャー号にはニューポートとサマーズの他にトマス・ゲイツ、ジョン・ロルフ、ウィリアム・ストラッチーおよびシルベスター・ジョーデインなどの著名な乗客がいた。
バミューダは1世紀前に発見されたものの、船乗り達が何かを施そうとすることを避けていたが、この出来事で恒久的な植民がはじまった。バミューダは西インド諸島や北アメリカの大西洋沿岸からヨーロッパへ帰る歴史的な経路上にあり、多くの水夫が失敗し、数多い船がシー・ベンチャー号より前の1世紀にバミューダの暗礁で難破していたので、この諸島には「悪魔の島」という別名もあった。最終的にシー・ベンチャー号の生存者（150名の入植者と船員および犬1匹）は、シー・ベンチャー号の部品と現地に豊富にあったバミューダスギから小さな船デリバランス号とペイシャンス号を作り直した。これら2隻で生存者の大半を載せてジェームズタウンに向かった（シー・ベンチャー号の帆走救命ボートでジェームズタウンに向かおうという無分別な航海の結果多くの者が死に、他にバミューダで死んだ者もおれば、生まれた者もいた）。2人の男、カーターとウォーターがバミューダに対するイギリスの領有権主張のために後に残された。
計画よりも10か月遅れでデリバランス号とペイシャンス号がジェームズタウンに到着すると、第3補給任務の物資大半を運んでいたシー・ベンチャー号の失敗に他の要素も加わって、1609年秋から彼らの到着した1610年5月まで「飢えの時」を過ごした入植者の80％以上が死に絶えたことを知った。
ニューポートとシー・ベンチャー号の生存者はジェームズタウンの生き残り達と分け合うほどの物資を持っていなかった。双方の集団はイングランドに戻るしか選択肢が無いと感じた。数週間後、船に乗って川を下り始めジェームズタウンを棄てた。
しかし、彼らがマルベリー・アイランドに近付くと、イングランドから新しい補給任務を持って川を遡上する船に出会った。追加の入植者、1人の医者、食料、物資を持ってきたこの集団を指導していた新しい知事第3代デラウェア男爵トマス・ウエストは、残っていた入植者を思い止まらせ、植民地を棄てる計画を棄てさせた。
植民地はまだ食料が非常に不足していた。何か有ったとしても、デラウェアと共に到着した空き腹を抱えた者達が加わって事態は悪化した。サマーズはペイシャンス号でバミューダに戻り、食料を得ようとしていたが、「豚肉の過食」で死んだ。サマーズの甥でペイシャンス号の船長がジェームズタウンではなくライム・レジスに戻った。チャードという3人目の男がカーターとウォーターと共にバミューダに残った。シー・ベンチャー号の難破以来、バミューダ（この諸島が現在呼ばれている名前ではサマーズ諸島）を実質的に所有していたバージニア会社は1612年の第3勅許で公式の支配権を与えられ、バージニアの領域はこの諸島を含む大西洋に拡がった（1615年に支配権はバージニア会社の子会社サマーズ諸島会社に渡された）。

## ジェームズタウンへの最後の到着
ニューポートはもう一度ジェームズタウンを訪れたが、それが最後の来訪となった。このとき、ジェームズタウンとバージニア植民地の永続性のために鍵となるものをもたらしたということについては、知るよしもなかった。
シー・ベンチャー号の難破を経験し生き残った入植者の中に、その妻と息子が死んだ者がいた。その名はジョン・ロルフといった。彼の所有物の中にまだ試したことのない新種のタバコの種があり、またやはり試したことのない商売のアイディアがあった。
ニューポートと共にジェームズタウンに到着するまでの旅路に続いて、短期間の内に長く苦痛を伴う回り道をしたが、その所有していた甘い香りのするタバコの種を栽培することに成功し輸出した。彼のタバコに関するアイディアと仕事は植民地の経済の成功を保証する換金作物となった。

## 後の航海、および死
数年後（1613年 - 1614年）、ニューポートはイギリス東インド会社のためにアジアに向かった。東インド諸島に向かう航海途中の1617年、ジャワ島（現在のインドネシアの一部）で死んだ。

## 遺産
- ジェームズ川の河口がハンプトン・ローズ港に注ぐ所で後にニューポートニューズ独立市の一部となったニューポートニューズ・ポイントはニューポートに因んで名付けられたと広く信じられている。ただし、このことの正確性についてはいまだに議論が残っている。しかし、姓がニュースというアイルランドからの移住者のために名付けられたという可能性が強い。フランドルにはニウポートという町もあり、オランダとスペインの間で戦闘が起こりイギリス水兵の助けもあってオランダが勝利した所でもある。
- ニューポートニューズのクリストファー・ニューポート大学は彼に因んで名付けられた。
- テレンス・マリックによる2005年の映画『新世界』では、クリストファー・プラマーがクリストファー・ニューポートの役割を演じた。
- 2005年から2006年、劇作家スティーブン・ブリーズは、ジェームズタウン2007祭典の一部として、クリストファー・ニューポートの人生と時代を基に『アクタス・フィデイ』（信条の行動）を書いた。この劇は2007年の春にクリストファー・ニューポート大学で初演された。
- ブライアント・ニコラス・ジュニアによるニューポート船長の伝記が2007年に出版された。
- ニューポート船長を記念する銅像が、その名前もついたクリストファー・ニューポート大学で最近除幕された。この銅像は両手があるように作られており、歴史書ではニューポート船長が海で片手を失ったとされていることから、議論を呼んだ。銅像制作者はインタビューに答えて、我々は「英雄を障害者として記憶すべきではない」と言っている[6]。